# Francisco Javier Cienfuegos Jovellanos
Francisco Javier Cienfuegos Jovellanos, španski duhovnik, škof in kardinal, * 12. marec 1766, Oviedo, † 21. junij 1847.

## Življenjepis
21. februarja 1819 je bil imenovan za škofa Cádiza; potrjen je bil 4. junija istega leta in škofovsko posvečenje je prejel 22. avgusta 1819.
26. oktobra 1824 je bil imenovan za nadškofa Seville; potrjen je bil 20. decembra istega leta.
13. marca 1826 je bil povzdignjen v kardinala. 28. februarja 1831 je bil ustoličen kot kardinal-duhovnik S. Maria del Popolo.
Umrl je 21. junija 1847.